# 실행 시간 (알고리즘)
실행 시간은 알고리즘 분야나 계산 복잡도 이론에서 어떤 프로그램이 시작하여 종료되기까지 걸리는 시간 길이를 뜻한다.

## 점근 표기법
점근 표기법(영어: Big-O notation)이란 계산 이론에서 실행 시간을 나타내는 수학적 척도로 사용되는 근사적 표기법이다. 기호 'O'는 점근적 상한을 나타내기 위해 쓰인다. 즉, 충분히 큰 자료가 주어졌을 때 해당 알고리즘이 소요하는 실행 시간 및 메모리 자원 등이 어떤 함수의 형태로 증가하는지 {\displaystyle O(f(x))}의 형태로 나타낸다.